# Oligognathus parasiticus
Oligognathus parasiticus är en ringmaskart som beskrevs av Cerruti 1909. Oligognathus parasiticus ingår i släktet Oligognathus och familjen Oenonidae. Arten har ej påträffats i Sverige. Inga underarter finns listade i Catalogue of Life.